# ペドロ・ラスクライン
ペドロ・ラスクライン・パレーデス（スペイン語: Pedro Lascuráin Paredes, 1856年5月8日 - 1952年7月21日）は、メキシコの政治家。第34代メキシコ大統領。

## 人物
ラスクラインは1880年に法学位を授かり、その後メキシコシティの市長を務めた。また、メキシコシティで一番の法律学校である Escuela Libre de Derecho の校長を16年間務めたほか、商法や民法に関する多数の著作を残している。
1912年4月10日にフランシスコ・マデロ政権の外務大臣に就任したが、翌年1913年2月18日にビクトリアーノ・ウエルタ将軍によるクーデターが発生。このクーデターでマデロ政権は倒され、ウエルタは対外的にクーデターを正当化するためにラスクラインを後任の大統領に就任させたうえで自らは内務大臣に就任。そして速やかに大統領職を辞任させ、ウエルタが昇格し大統領となった。
ラスクラインの大統領の任期は1時間にも満たなかったが、正確な時間については資料によって25～55分とばらつきがある。ウエルタはラスクラインに内閣でのポストを用意したがラスクラインはそれを断っている。そのまま政界を引退し、1952年7月21日に96歳で死去。これはメキシコの大統領経験者の中では2番目に長命である。